# Приамурське генерал-губернаторство
Приамурське генерал-губернаторство (рос. Приамурское генерал-губернаторство) — генерал-губернаторство Російської імперії у 1884–1917 роках.

## Історія
Було утворено 6 червня 1884 року внаслідок поділу Східно-Сибірського генерал-губернаторства на Приамурське і Іркутське генерал-губернаторства. Було спрямовано на зміцненню позицій імперії на Далекому Сході в політичному, військовому та економічному напрямах.
Невдовзі після утворення генерал-губернатори стали опікуватися захистом морських багатств від американських і британських китобійних кампаній та боротьбою з китайською контрабандою. Зрештою саме очільники цього губернаторства, а не губернатори підлеглих областей у першу чергу сприяли розвитку усього Приамурського краю, насамперед організації його колонізації. Вже з середини 1880-х років починається переселення сюди українців, що зрештою утворили поселення, відомі як Зелений клин. Водночас відбувалося переселення в області генерал-губернаторства корейців.
1894 року для дослідження Приамурського краю в Хабаровську було відкрито Приамурський відділ Імператорського російського географічного товариства. Невдовзі було відкрито філіали відділу в Читі, Благовещенську та Троїцькосавському.

## Адміністративний поділ
На чолі стояв генерал-губернатор. 1884 року створено канцелярію генерал-губернатора. 1892 року впроваджено посаду помічника генерал-губернатора.
Спочатку складалося з 3 областей (Амурської, Забайкальської, Приморської) і Владивостоцького військового губернаторства. У 1888 скасовано Владивостоцьке військове губернаторство. 1906 року Забайкальська область перейшла під управління Іркутського генерал-губернатора. У 1909 року утворено Камчатську та Сахалінську області, що стали підпорядковуватися приамурському генерал-губернатору.

## Генерал-губернатори
- Андрій Корф (1884—1893)
- Сергій Духовський (1893—1898)
- Микола Гродеков (1898—1902)
- Деан Субботич (1902—1903)
- Євген Алексеєв (1903—1904)
- Ростислав Хрещатицький (1904—1905)
- Павло Унтербергер (1905—1910)
- Микола Гондатті (1910—1917)